# Helena Kholová
Helena Kholová (21. září 1932 Červeněves – 14. srpna 2020) byla česká popularizátorka přírodních věd, spisovatelka a překladatelka. Pracovala jako redaktorka v časopise ABC mladých techniků a přírodovědců.

## Život
Helena Kholová se narodila v roce 1932. Vystudovala Přírodovědeckou fakultu Univerzity Karlovy. Krátce pracovala v biologické laboratoři Spolany v Neratovicích a poté se 9 let věnovala lesnickému výzkumu se zaměřením na ochranu lesa. V tomto oboru získala aspiranturu.
Následně nastoupila do redakce časopisu ABC mladých techniků a přírodovědců, kde pracovala jako odborná přírodovědná redaktorka. V psaní článků o přírodě a zvířatech byla velmi aktivní a měla neobyčejný rozhled i mimo biologické vědy. Zajímala se o historii chovu domácích zvířat a vzniku plemen hospodářských zvířat. Napsala množství popularizačních knih.
Mezi jejími přáteli byly osoby spjaté mimo jiné s pražskou zoologickou zahradou jako Zdeněk Veselovský, Jiří Felix a Luděk J. Dobroruka. V 70. a 80. letech pořádala Dny ABC v pražské zoo.
Její publikační a překladatelská práce pokračovala i po odchodu do důchodu.

## Výběr z knih
- Minimum o psím životě (Mladá fronta 1970)
- Vyprávění o kočkách (Práce 1975)
- Naše přírodní ráje (Práce 1980)
- Historie psího rodu (Práce 1987)
- Zkrocený vládce stepi (Panorama 1992, ISBN 80-7038-229-5)
- Koně (Aventinum 1996, ISBN 80-85277-36-0)
- Všechno o psech 1000+1 rada (Cesty, 2002, ISBN 80-7181-684-1)
- Poslední přírodní ráje Čech, Moravy a Slovenska (Tigris 2003, ISBN 80-86062-18-X)
- Putování českou přírodou (Knižní klub 2009, ISBN 978-80-242-2485-5)
- Jak žít se psem (Ottovo nakladatelství 2012, ISBN 978-80-7451-146-2)
- Kynologický výkladový slovník (Canis TR 2012, ISBN 978-80-9042-106-6)